# 陈久长
陈久长（1934年—），湖南桂阳人，中华人民共和国政治人物、外交官。

## 生平
1958年，毕业于湖南师范学院中文系，并留校任教。1964年，调入中华人民共和国外交部工作，先后在外交部美洲大洋洲司、驻美国大使馆、外交部干部司任职，任至干部司副司长。1990年9月，出任中华人民共和国驻古巴大使。1993年9月，出任中华人民共和国驻秘鲁大使。1996年11月，自驻秘鲁大使离任。